# 郵件

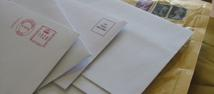
平信

郵件是指經运输方式處理的文件。郵件傳遞的過程稱為「郵遞」，而從事郵遞服務的機構或系統，則稱為「郵政」。

## 概述

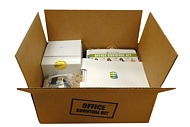
包裹郵件

常見的郵件種類包括書信、郵簡、明信片、單據（如月結單、電費單、水費單等）等文件，以及體積較大的包裹，廣義上可再加上新聞紙、雜誌、印刷品、盲人文件。基本上，只要符合郵政要求的格式，任何文件皆可成為一個郵件。而電信技術在19世紀開始發展後，郵件的概念相应擴展，如電報、傳真、電子郵件、手機簡訊等。

## 分類[來源請求]

### 傳統郵件
| - 函件 - 包裹 - 特快专递 | - 信函 - 印刷品 - 小包 - 郵簡 - 明信片 - 新聞紙/雜誌 - 盲人郵件 | - 掛號：限附加於函件，可用來追蹤郵件狀態。 - 限時專送：限附加於函件，可加快郵遞時效。 - 代收貨價：限附加於國內郵件，可於貨到付款。 - 保險（分為保值或報價）：確保內件毀損時，可獲得足額理賠。 |

### 電子郵件
- 電報
- 电子邮件（專指互联网郵件）
- 傳真
- 簡訊
- 混合邮件

## 另見
- 尺牘
- 集郵
- 速遞
- 物流
- 代辦業

## 外部連結
- 中華郵政全球資訊網 （页面存档备份，存于）